# 修羅囃子
『修羅囃子』（しゅらばやし）は人間椅子の11枚目のアルバム。
初回特典に、『なつかしのおもちゃ』と称したおもちゃセット（内訳は紙風船とプラスチック製の竹とんぼ）が付属。2016年にはHQCDで再発された。

## 解説
アルバム・タイトルの修羅囃子とは造語であり、元となる作品等はないのだが、ライブやラジオなど発言によれば、修羅とは仏教の六道における修羅道のことで、人間の住む人間道の下にあるとされている場所のことを指している。また、一般的に囃子とは祭や落語などで演奏される音楽のことを意味するが、囃子は囃子でもチンドン屋の奏でる囃子のことを指しているという。ジャケット写真などでは、人間椅子の3人がチンドン屋の格好に扮している。歌舞伎において戦いの場面の立ち回りでかかる鳴り物のことも修羅囃子という。
前述通りアルバム・ジャケットには愉快な3人のチンドン屋姿がみられ、和嶋は顔に白粉、手には三味線を持った和服姿の花魁に、鈴木は喇叭を吹く素浪人に、さらに後藤は星条旗をモチーフにした背広に身を包み、前にチンドン太鼓、背中に『人間椅子』と書かれた旗を背負った楽士にそれぞれ扮している。和嶋が髭を蓄えたまま女装をしているのはフレディ・マーキュリーを意識したためであり、鈴木は当初桃太郎侍に扮する予定だったが頭が大きすぎてかつらが入らなかったため現行の扮装となった。
楽曲「東洋の魔女」のPVはDVD『見知らぬ世界』に収録されており、動く“人間椅子”チンドン屋の姿がみられる。
本作をもって後藤マスヒロが脱退。

## 収録曲
| 全編曲: 人間椅子。 |                        |           |           |       |
| #                  | タイトル               | 作詞      | 作曲      | 時間  |
| 1.                 | 「東洋の魔女」         | 和嶋慎治  | 鈴木研一  | 5:34  |
| 2.                 | 「鬼」                 | 鈴木研一  | 鈴木研一  | 5:55  |
| 3.                 | 「愛の言葉を数えよう」 | 和嶋慎治  | 和嶋慎治  | 4:39  |
| 4.                 | 「月に彷徨う」         | 鈴木研一  | 鈴木研一  | 5:33  |
| 5.                 | 「野球野郎」           | 和嶋慎治  | 後藤升宏  | 4:29  |
| 6.                 | 「最後の晩餐」         | 和嶋慎治  | 和嶋慎治  | 6:52  |
| 7.                 | 「終わらない演奏会」   | 鈴木研一  | 鈴木研一  | 3:45  |
| 8.                 | 「王様の耳はロバの耳」 | 和嶋慎治  | 鈴木研一  | 4:21  |
| 9.                 | 「恐山」               | 和嶋慎治  | 和嶋慎治  | 3:37  |
| 10.                | 「蛇性の淫」           | 鈴木研一  | 鈴木研一  | 6:22  |
| 11.                | 「相剋の家」           | 和嶋慎治  | 和嶋慎治  | 6:06  |
| 合計時間:          | 合計時間:              | 合計時間: | 合計時間: | 57:13 |

## 演奏者
- 和嶋慎治 - ギター、ボーカル
- 鈴木研一 - ベース、ボーカル
- 後藤マスヒロ - ドラムス、ボーカル